# Henry Hyde (royaliste)
Pour les articles homonymes, voir Henry Hyde.
 (octobre 2024).
Si vous disposez d'ouvrages ou d'articles de référence ou si vous connaissez des sites web de qualité traitant du thème abordé ici, merci de compléter l'article en donnant les références utiles à sa vérifiabilité et en les liant à la section « Notes et références ».
En pratique : Quelles sources sont attendues ? Comment ajouter mes sources ?
Sir Henry Hyde (vers 1605-1650) est un diplomate royaliste décapité par les parlementaires pour avoir agi en tant qu'envoyé auprès du roi Charles II d'Angleterre, quelque temps avant que ce dernier ne soit exilé.
Son père Lawrence Hyde (en) (1562-1641) de Salisbury, Wiltshire, est le procureur général d'Anne de Danemark et membre du Parlement (MP).
Henri devient marchand et consul, et séjourne pendant de nombreuses années en Turquie. Durant l'Interrègne, il est choisi par Charles II (qui s'enfuit en exil en 1651) pour agir comme envoyé auprès de l'empire turc et solliciter son soutien à sa cause.
L'ambassadeur parlementaire officiel (Roundhead), Sir Thomas Bendish, s'oppose fermement à sa présence à Constantinople et persuade les Turcs de l'arrêter et de le renvoyer en Angleterre.
Sir Henry Hyde est emprisonné à la Tour de Londres, accusé de trahison et jugé par un tribunal composé de membres de la Chambre des communes. Le tribunal le reconnait coupable et le condamne à mort. Il est décapité, après avoir embrassé la hache du bourreau, à l'extérieur de l'Old Exchange à Cornhill, le 4 mars 1650. Ses restes sont enterrés dans la cathédrale de Salisbury où son épitaphe est inscrite sur une tablette de marbre.